# Мексички НЛО инцидент 2004.
Мексички НЛО инцидент 2004. (енгл. 2004 Mexican UFO incident) је назив за догађај који се десио 5. марта 2004, када је ратни авион инфрацрвеном камером снимио 11 објеката за које се верује да су НЛО-и. Снимке је 13. маја 2004. објавио новинар Јаиме Маусан. Када су објекти снимљени, било је знаменито то што се нису могли видети голим оком, а објекти се нису видели ни на радару. 
Генерал и министар одбране Климент Вега Гарциа, сам је контактирао новинара Маусана како би му предао све снимке и информације. Он је засад највиша рангирана особа неке државе која је икада јавно проговорила о НЛО виђењу.
Неки су покушали те објекте објаснити пламеновима или гасу из оближње нафтне платформе.